# Taracus malkini
Taracus malkini is een hooiwagen uit de familie Sabaconidae.